# Линденау, Бернгард Август
Бернгард Август фон Линденау (нем. Bernhard August von Lindenau; 1779—1854) — саксонский государственный деятель и астроном.
Член Саксонской академии наук (1846), почётный член Прусской академии наук (1828), иностранный член Лондонского королевского общества (1833), иностранный почётный член Петербургской академии наук (1840).

## Биография
В сентябре 1830 года был сделан саксонским кабинет-министром и участвовал в создании саксонской конституции 4 сентября 1831 года. Ему был поручен верховный надзор над королевской библиотекой, музеями и галереями, которые обязаны ему переустройством и значительными улучшениями. В 1848 году был избран во франкфуртский парламент, но заметной роли в нём не играл. Свою обширную коллекцию искусства (в первую очередь итальянские средневековые панно и гипсовые слепки знаменитых скульптур), вместе с ценной библиотекой он завещал герцогству Саксен-Альтенбургскому; в 1876 году в Альтенбурге открылся художественный музей, названный в его честь.

## Труды
Из его астрономических трудов имеют цену: «Tabulae Yeneris» (Гота, 1810); «Tabulae Martis» (1811); «Investigatio nova orbitae a Mercurio circa solem descriptae» (1813); «Versuch einer neuen Bestimmung der Nutations- und Aberrationskonstanten» (Б., 1842). См. Ebart, «B. A. v. L.» (Гота, 1896); Proksch, «Freiherr v. L. als Kunstfreund» (Альтенбург, 1899).

## Память
В 1935 г. Международный астрономический союз присвоил имя Бернгарда Линденау кратеру на видимой стороне Луны.